# Il grande odio
Il grande odio (A Time of Destiny) è un film del 1988, diretto da Gregory Nava.

## Trama
Durante la seconda guerra mondiale, Josie e Jack si amano, ma l'amore dei due è contrastato dal padre di lei. Lui deve partire per il fronte in Europa,  ma il padre di Josie nega le nozze. La fuga d'amore dei due provoca l'intervento e la morte del genitore. Al fronte, Jack conosce Martin; non l'ha mai incontrato prima, ma si tratta del fratello di Josie, che vuole vendicare la morte del padre. Ironia del destino: i due vengono perfino decorati per eroismo, ma mentre Jack ha salvato la vita a Martin, questi, nel corso della stessa azione, ha tentato invano di uccidere l'altro. In seguito scoprirà l'amore di sua sorella per il ragazzo, desistendo dal suo proposito di ucciderlo.